# Leonid Markélov
Leonid Ígorevich Markélov (en ruso: Леони́д И́горевич Марке́лов) (nacido en 1963) es un político y abogado ruso que fue el jefe de la república de Mari El en Rusia. Asumió el cargo el 14 de enero de 2001 y renunció el 6 de abril de 2017. Posteriormente, Markelov fue arrestado bajo sospecha de aceptar sobornos.

## Biografía
Markelov nació en una familia de la Iglesia Ortodoxa Rusa en Moscú, siendo hijo único. Su padre, Ígor Markelov, era jefe del Ministerio de Agricultura de la URSS, y su madre era economista. Su padre murió cuando Markelov tenía nueve años, dejándolo bajo el cuidado exclusivo de su madre durante la mayor parte de su infancia. Estudió en la Universidad Militar del Ministerio de Defensa, donde se graduó en derecho en 1986. Fue miembro del Partido Comunista de la URSS de 1981 a 1991, y sirvió en el ejército soviético. En 1992, trabajó como abogado y entró en la política en 1999. Está casado con Irina Konstantinova Markelova, y tienen un hijo y una hija.

## Presidencia
Markelov fue elegido en diciembre de 2000 en una de las elecciones más disputadas que ocurrieron entre 1991 y 2005, cuando los líderes de las divisiones administrativas rusas eran elegidos directamente. En la primera vuelta, Markelov obtuvo un ligero margen sobre el entonces incumbente, Vyacheslav Kislitsyn. Fue reelegido para un segundo mandato en 2004, obteniendo el 56% de los votos.
El 6 de abril de 2017, el presidente ruso Vladímir Putin lo destituyó del cargo de jefe de Mari El a petición de Markelov.

## Caso criminal
Una semana después de su renuncia, Markelov fue arrestado por el Comité de Investigación de Rusia bajo sospecha de haber aceptado un soborno de 235 millones de rublos. En enero de 2019, la Fiscalía General de la Federación de Rusia aprobó la acusación formal. Según el documento, Markelov consiguió la asignación de 5 mil millones de rublos de apoyo estatal para la granja avícola Akashevskaya y recibió pagarés por 234 millones como "agradecimiento". En noviembre de 2019, el Tribunal de Distrito de Nizhni Nóvgorod confiscó propiedades de Markelov valoradas en 2.2 mil millones de rublos, incluyendo un centro comercial, 16 automóviles y lingotes de oro.
El 24 de febrero de 2021, el tribunal sentenció a Markelov a 13 años en una colonia de régimen estricto y le impuso una multa de 235 millones de rublos. Además, se le despojó de todos los premios estatales y se le prohibió ocupar cargos políticos durante tres años.
A finales de 2025 o comienzos de 2026, Markélov podrá solicitar la libertad condicional al haber cumplido dos terceras partes de su sentencia pues aunque fue condenado en 2021, llevaba cumpliendo pena de prisión preventiva desde 2017, por lo que para finales de 2025 supondrá más de 8 años en la prisión de Nizhni Nóvgorod. Los medios destacan que, hasta la fecha, él se sigue declarando inocente de todos los cargos.